# Benjamin Mbunga Kimpioka
Benjamin Mbunga Kimpioka (* 21. Februar 2000 in Knivsta) ist ein schwedischer Fußballspieler.

## Karriere

### Verein
Benjamin Mbunga Kimpioka wuchs in Knivsta auf und begann im Alter von neun Jahren beim ortsansässigen Knivsta IK mit dem Fußballspielen, bevor er drei Jahre später zu IK Sirius wechselte. 2016 schloss er sich im Alter von 16 Jahren in England der Fußballschule des AFC Sunderland an. In 41 Pflichtspielen für die U-18-Mannschaft schoss er 15 Tore. Nachdem Mbunga Kimpioka bereits am 4. September 2018 in der EFL Trophy gegen Stoke City für die Profimannschaft zum Einsatz kam, debütierte er am 2. Oktober 2018 beim 2:2 gegen Peterborough United in der dritten Liga. Bis zur Unterbrechung der Saison 2019/20, die der Corona-Krise geschuldet war, kam Benjamin Mbunga Kimpioka saisonübergreifend auf acht Kurzeinsätze im Punktspielbetrieb. Im Jahr 2021 folgten dan zwei Ausleihen zu den unterklassigen Vereinen Torquay United sowie Southend United. Im März 2022 unterschrieb Kimpioka dann einen Vertrag beim schwedischen Erstligisten AIK Solna. Dort kam er jedoch nur unregelmäßig zum Einsatz und so wurde der Stürmer knapp ein Jahr später zwecks Spielpraxis an den FC Luzern in die Schweiz verliehen. 
Im Januar 2024 wechselte er nach Schottland zum FC St. Johnstone.

### Nationalmannschaft
Von 2017 bis 2022 absolvierte Kimpioka insgesamt 21 Partien für diverse schwedische Jugendnationalmannschaften und erzielte dabei fünf Treffer.